# Holsteinerhof

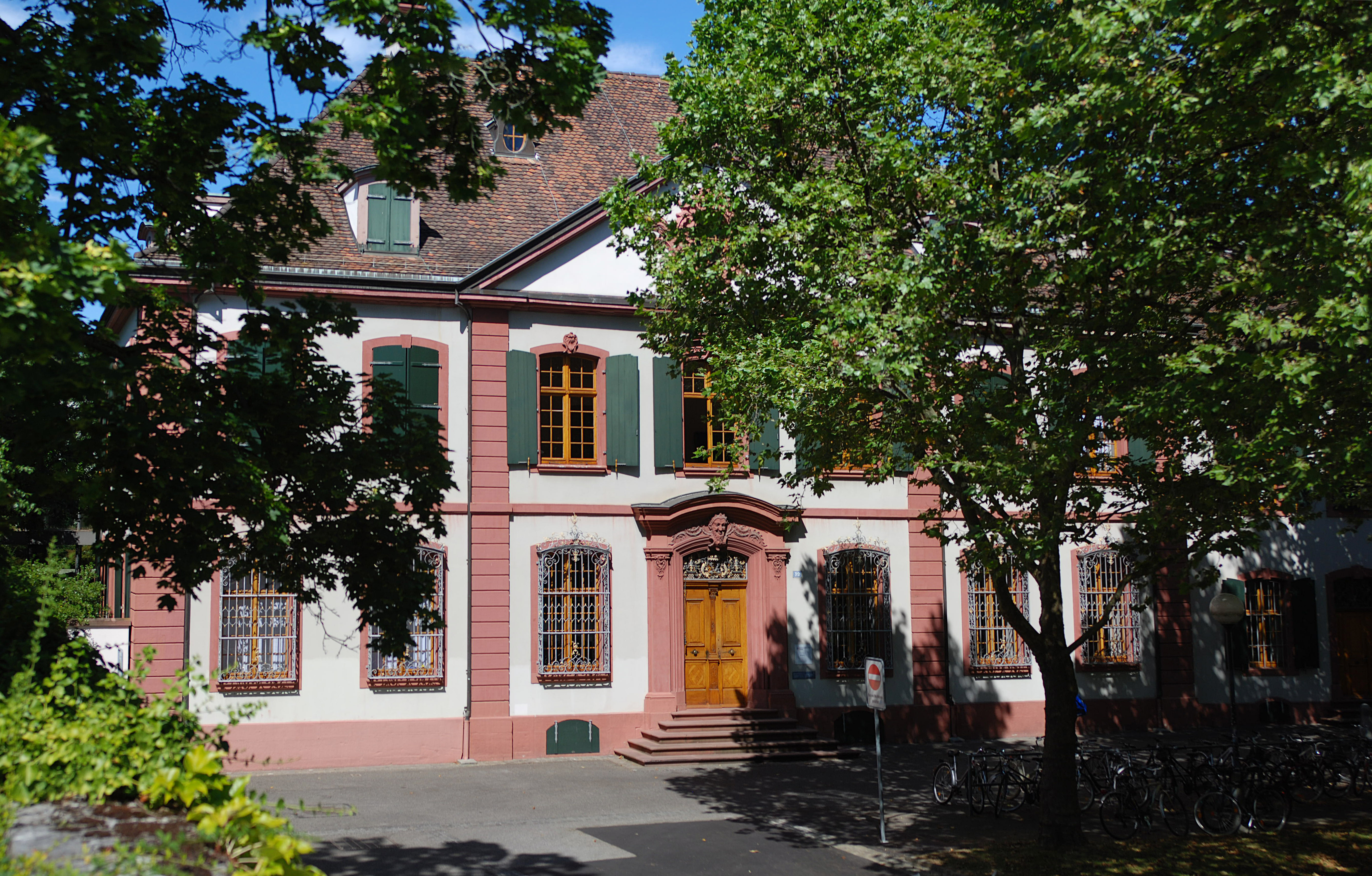
Holsteinerhof, Fronfaçade an der Hebelstrasse

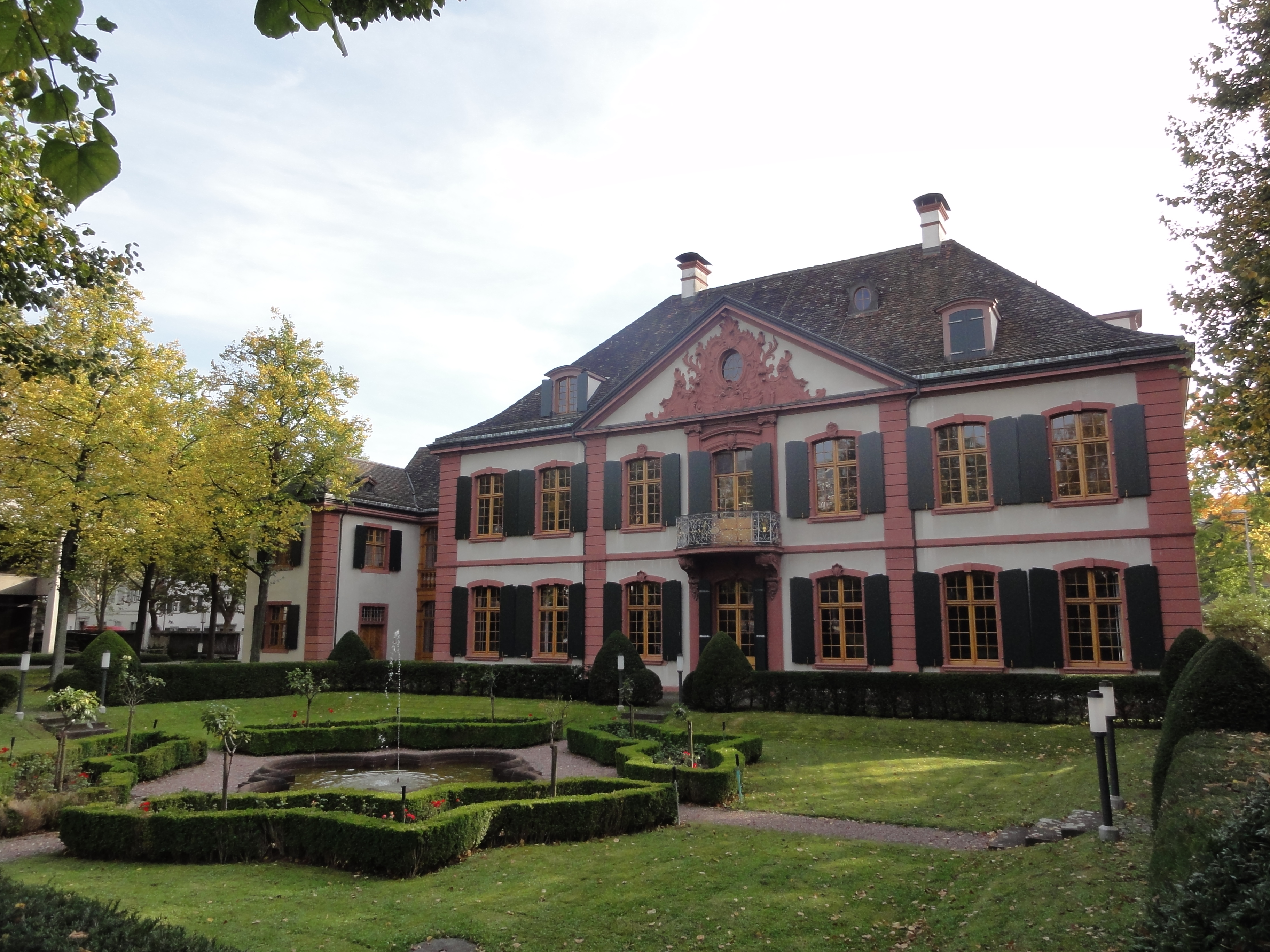
Holsteinerhof, Gartenseite

Der Holsteinerhof ist ein denkmalgeschütztes Profanbauwerk in der Hebelstrasse 32 in Basel und gilt als ihr erster Barockbau. Es gehört heute als Verwaltungssitz des Universitätsspitals zu dem weitläufigen Spitalgelände von Basel, nachdem es Anfang der 1950er Jahre noch vom Abriss für die Spital-Grossgarage bedroht war. Das Objekt ist Bestandteil des Schweizerischen Inventars der Kulturgüter von nationaler Bedeutung.

## Geschichte
Das Grundstück, das bis zur damaligen Stadtmauer im Westen der Stadt reichte, gehörte dem Schwarzfärber Theodor Ruprecht, der es 1696 an die Herzogin Augusta Maria von Schleswig-Holstein-Gottorf (1649–1728), Ehefrau von Markgraf Friedrich Magnus von Baden-Durlach, verkaufte. Die Strasse endete im Westen an der Stadtmauer und hiess bis 1871 noch Neue Vorstadt. Sie lag zwischen der dritten und vierten Stadtbefestigung, die im späten 14., beziehungsweise im 16. Jahrhundert angelegt worden war. Augusta Maria und ihr Mann waren aus der Pfalz nach Basel geflohen, um dem Pfälzischen Erbfolgekrieg zu entkommen.
Das Gebäude wurde von Samuel Burckhardt auf gross angelegtem Kellergewölbe errichtet und zunächst «Zur Pfalz» genannt. Augusta Marias zweitältester Sohn Karl Wilhelm tauschte dieses Anwesen 1736 gegen den am anderen Strassenende gelegenen Markgräflerhof. So gelangte er 1743 in den Besitz von Rechenrat und Kunstsammler Samuel Burckhardt-Zaeslin (1692–1766), Sohn des gleichnamigen Baumeisters. Burckhardt war ein geschickter und vermögender Kaufmann, hatte mit Salzhandel und durch den Besitz von Eisenwerken für damalige Verhältnisse ein aussergewöhnliches Vermögen erworben und liebte repräsentativen Besitz. Bis 1752 liess er das Haus nach seinen Vorstellungen von Johann Jacob Fechter in die heute noch sichtbare Form umgestalten.: S. 22 Auch die rückwärtige Gartenanlage geht auf seine Wünsche zurück.
Nach dem Tod Burckhardts wurde 1767 der Basler Kaufmann Albrecht Ochs neuer Besitzer. Nach dessen Rückkehr von einem mehrjährigen Auslandsaufenthalt wurde das Haus Mittelpunkt gesellschaftlichen Lebens und intellektuellen Austausches auf europäischem Niveau. Nach Ochs’ frühem Tod 1780 übernahm sein Sohn Peter Ochs mit seiner Ehefrau das Anwesen, die hierin wenig zuvor erst ihre Hochzeit gefeiert hatten.: S. 48–49
Der Holsteinerhof war im Zuge des Ersten Koalitionskrieges Verhandlungsort zwischen Frankreich und Preussen. Im «grünen Zimmer» fanden am 4. August 1794 erste Gespräche statt. Bernhard von der Goltz (1736–1795) als preussischer Diplomat wohnte vom 30. November bis zum 22. Januar 1795 im Haus und hatte die Vollmacht, mit den Franzosen zu verhandeln. Den Abschluss fanden die Unterredungen 1795 im Sonderfrieden von Basel. Wenig später war der Holsteinerhof erneut Schauplatz von Verhandlungen, diesmal zwischen Frankreich und Spanien. Um eine grösstmögliche Geheimhaltung zu gewährleisten, zog auf Anraten Ochs’ der spanische Diplomat Domingo Gabriel de Iriarte y Nieves Ravelo (1739–1795) in ein Haus, dessen Garten an den Ochs’schen Garten angrenzte. Ein halbes Jahr nach der Vertragsunterzeichnung mit Preussen wurde in der Nacht zum 23. Juli 1795 im Musiksaal des Hauses der Friedensvertrag mit Spanien unterzeichnet.
Sein revolutionäres Drängen wurde Ochs schliesslich zum Verhängnis. Er verlor 1799 sein Regierungsmandat und musste sich wegen finanzieller Schwierigkeiten von dem Grundbesitz trennen. Unter hohen finanziellen Verlusten verkaufte er ihn für 100'000 Livres an den Kaufmann Johann Konrad Burckhardt-Ryhiner (1747–1814).: S. 145–146 Anschliessend blieb das Haus für viele Generationen im Familienbesitz. 1871 wurde das Grundstück mit Haus an den Bandfabrikanten Emil Burckhardt-Koechlin (1842–1908) verkauft. Seit 1922 gehört es zum Bürgerspital Basel, das es von den drei Töchtern Emil Burckhardts erwerben konnte.
Am 16. März 1995 fand anlässlich der 200-Jahr-Feier zum Basler Friedensschluss eine Gedenkfeier im Holsteinerhof statt, zu der der Grosse Rat eingeladen hatte. Als Gastredner sprach der Historiker Christian Simon, Markus Kutter verfasste einen historisierenden poetischen Text zu diesem Anlass. Ein halbes Jahr später veranstaltete der Grosse Rat eine Tagung zum Thema Frieden und Krieg seit 1795 – Historische Friedens- und Konfliktforschung, am 23. November eröffnete im ehemaligen Stadt- und Münstermuseum eine Sonderausstellung zum Basler Frieden.

## Baubeschreibung
Das zweistöckige Bauwerk des Hauses Nummer 32 ist unter seinem Walmdach mit seinen sieben Fensterachsen durch einen Mittelsims sowie den beiden reich verzierten Zwerchhäusern stark gegliedert. Die beiden Mittellisenen scheinen das Portal zu stützen und gliedern die Front auf 2–3–2 Fenster. Der Mittelbau tritt dadurch aber nicht hervor. Die dadurch betonten drei Mittelachsen «samt Portal und Giebel unter einem Walmdach, eine mit Leerflächen arbeitende Wandgliederung in harmonischen Proportionen wurde zum verbindlichen Typ und Stil der Basler Stadt- und Gartenpalais.»
An den beiden Firstenden sind die beiden Schornsteine der in Hausmitte liegenden Kamine angeordnet.
Das Haus Nummer 30 aus der Periode Burckhard ist unmittelbar angebaut und innen durchgängig. Im Stil ist es vom Haupthaus nicht zu unterscheiden. Zum Garten hin besitzt es ein einachsiges Hinterhaus mit deutlich niedrigerer Geschosshöhe.

## Ausstattung
Von der ursprünglichen Ausstattung ist heute so gut wie nichts mehr erhalten. Das Historische Museum Basel ist im Besitz einer von Johannes Tschudy erbauten Standuhr von 1701, die zum Inventar des Holsteinerhofes gehörte. Ferner existieren noch zwei Kabinettschreibtische, von denen der eine noch am ursprünglichen Ort im Hause selbst, der andere ebenfalls im Historischen Museum aufgestellt ist.: S. 17 und 20–22
In der Ära Emil Burckhardt-Koechlin und seiner Frau Sophie existierte im Haus ein runder Turmofen mit Fayencefüssen. Dieser sogenannte Frisching-Ofen wurde 1890 aus dem Spiesshof, Oberer Heuberg 7, erworben. Der mit Blumengirlanden und Blumenbüscheln bemalte Keramikofen stammt aus der Zeit von 1766. Ein ähnliches Modell steht heute im Hôtel du Peyrou in Nyon, nach anderen Angaben im Hôtel DuPeyrou in Neuenburg NE. Zur Zeit der Anschaffung im Spiesshof war die Schweizerische Centralbahn Besitzerin des Spiesshofes und Initiatorin der Anschaffung des Ofens. Mit dem Verkauf des Holsteinerhofes an das Basler Spital 1922 kam der Ofen (inzwischen im Holsteinerhof befindlich) dann in den Besitz des Spitals und wurde auf Veranlassung der Spitalgesellschaft 1933 an den Frankfurter Kunsthandel verkauft; ein weiterer Verbleib ist nicht feststellbar.